# Páez
Páez – miasto w Kolumbii, w departamencie Boyacá.